# Mayo-Kani
Mayo-Kani ist ein Département der Region Extrême-Nord in Kamerun.
Auf einer Fläche von 5033 km² leben nach der Volkszählung 2005 404.646 Einwohner. Die Hauptstadt ist Kaélé.

## Gemeinden
- Dziguilao
- Guidiguis
- Kaélé
- Mindif
- Moulvoudaye
- Moutourwa
- Touloum